# Torrione Madruzziano
Il Torrione Madruzziano è un edificio di Trento posto di fronte all'attuale Piazza Fiera ed all'entrata di Via Giuseppe Mazzini; fu originariamente costruito per ospitare le guardie di polizia, inoltre la prima documentazione di questa costruzione è del 1562.

## Storia
Il Torrione Madruzziano è un edificio posto a baluardo della porta urbica di Santa Croce (non più esistente), Questo fu costruito come difesa antemurale.
Le prime documentazioni che riportano l'esistenza del torrione fanno riferimento ad una pianta prospettica della città di Trento risalenti al 1562.
Nel corso degli anni il Torrione ha subito diversi rimaneggiamenti, nel 1595 per mano del principe vescovo Ludovico Madruzzo venne modernizzato. Successivamente nel 1835, l'edificio subì una forte ristrutturazione interna che lo trasformò ad uso civile e caffetteria.
Attualmente l'edificio è ancora proprietà di privati ed il suo utilizzo è quasi invariato rispetto al passato, in quanto al piano terra vi è un bar.

## Architettura
Il Torrione è un massiccio baluardo cilindrico (diametro 13,3 m; altezza di circa 15 m), integralmente composto da conci squadrati in pietra rossa della città di Trento. Nella parte superiore si trova una cornice che delimita la fascia di coronamento. Ad oggi è dotato di finestre, porte, vetrine e una copertura con lanterna ottagonale, introdotte dopo aver perso la funzione militare. Nel 1835 fu costruito anche un cavalcavia che lo collega a casa Boni.
Sono state trovate varie testimonianze, tra cui una iconografica della pianta prospettica del Valvassore del 1562, dove l'edificio viene rappresentato rivestito da un'altra cuspide conica e collegato alla porta di Santa Croce attraverso un muro merlato traforato da un fornice che dava la possibilità di comunicare con l'area opposta.
Nel 1595 il Torrione venne ristrutturato, quasi certamente venne rimossa la copertura con lo scopo di costruire una piazzola merlata, possibilmente idonea ai tiri delle artiglierie.